# Australian Security Intelligence Organisation
Ne doit pas être confondu avec Australian Secret Intelligence Service (ASIS)
Pour les articles homonymes, voir Asio.
L’Australian Security Intelligence Organisation (ASIO) est le service de renseignement intérieur australien. L’ASIO est responsable de la protection de l'Australie et de ses citoyens contre l'espionnage, le sabotage, les interférences d'origines étrangères, la violence à but politique, les attaques contre les systèmes de défense australiens et le terrorisme,. Son quartier général est situé à Canberra et il maintient des bureaux dans chacun des États continentaux et capitales territoriales.

## Histoire
Dans les années 1940, l’affaire du projet Venona a montré au gouvernement australien d’alors la nécessité d’un service similaire au MI5 britannique, sur le modèle duquel il a été fondé le 16 mars 1949.
C’est l’équivalent du CSIS canadien, avec lequel il collabore régulièrement, et de la DGSI française. Il collabore aussi souvent avec la CIA et le FBI, de même qu’avec le SIS néo-zélandais.